# Muara Baru (Banyuasin I)
Muara Baru is een bestuurslaag in het regentschap Banyuasin van de provincie Zuid-Sumatra, Indonesië. Muara Baru telt 304 inwoners (volkstelling 2010).